# Восточный (остров, архипелаг Седова)
Восто́чный — остров архипелага Седова в составе архипелага Северная Земля. Административно расположен в Таймырском Долгано-Ненецком районе Красноярского края.
Самый восточный остров архипелага, расположенный ближе остальных к островам Северной Земли. К западу от острова Восточного лежит остров Фигурный, фактически острова являются одним целым за счёт длинной (9 километров) и очень узкой (около 250 метров) соединяющей их полосы суши. Хотя на некоторых картах они и изображены раздельными. В 5,1 километра к северо-востоку находится полуостров Парижской Коммуны острова Октябрьской Революции.
Имеет слегка вытянутую с юго-запада на северо-восток форму длиной 6,3 и шириной 5,2 километра. Северное и южное побережья пологие, восточное и западное — обрывистые, высотой до 9 метров. Максимальная высота острова — 43 метра. С центральной возвышенности к южному побережью стекает три небольших ручья. На востоке острова — небольшое озеро. Из растительности в основном мхи и лишайники.